# Burg Salons
Die Ruine der Burg Salons liegt auf dem Gemeindegebiet von Trun im schweizerischen Kanton Graubünden. Auf der Landeskarte ist die Anlage als Ruina Casti eingezeichnet.

## Lage
Die Ruinen der Höhenburg liegen auf einem steilen Felskopf am oberen Ende des Waldes unterhalb der Maiensässe hoch oberhalb von Schlans. Sie sind von der Fahrstrasse aus in wenigen Minuten querfeldein gut erreichbar. Der Felskopf ist bergseits durch einen grossen Graben abgetrennt.

## Anlage
Die Zusammenhänge der ehemaligen Anlage sind auf dem überwachsenen Felskopf kaum noch ersichtlich. Erhalten hat sich die Nordostecke eines möglicherweise nie fertiggestellten Turmes aus sehr grossen Blöcken. Auf der Ostseite liegen die massiven Fundamente einer Umfassungsmauer. Im Westen liegen über einem steilen Felsabsturz die Reste der Toranlage; der Zugang erfolgte über einen Holzsteg. Im Südosten liegen die Fundamente einer Stützmauer. Im Innern des Areals zeichnen sich die Grundmauern eines viereckigen Gebäudes ab.
Im bergseitigen Graben liegen heruntergestürzte Trümmer einer starken Wehrmauer. Die unterschiedlichen Mauerstrukturen deuten auf mehrere Bauphasen und somit auf eine länger dauernde Benützungszeit hin.
|  |  |

## Geschichte
Schriftliche Unterlagen über Entstehung und Geschichte der Burg fehlen, angenommen wird eine Erbauungszeit im frühen 13. Jahrhundert. Die abgelegene Lage im Rodungsgebiet weist auf eine kleine Allodialherrschaft hin. Diese Vermutung wird unterstützt vom Flurnamen Plaun da Plaids, die einen Gerichtsplatz bezeichnet.
In den Quellen erscheint die Burg Salons erst im 14. Jahrhundert, nachdem sie von den ausgestorbenen Herren Schlans/Grünenfels an die Montalt übergegangen war. Die von Schlans waren wohl verwandt, vielleicht sogar stammesgleich mit den von Grünenfels. Urkundlich bezeugt sind vier Vertreter: der Churer Domherr Walter (1220–1275), der Geistliche Conrad 1270 und die beiden Churer Dienstleute Albert 1228 und Conrad 1237. Im 14. Jahrhundert bildeten die Anlagen von Schlans und Grünenfels jedenfalls einen einzigen, zusammengehörenden Herrschaftskomplex.
1357 übertrug Heinrich von Montalt seinem Schwager, Freiherr Ulrich von Belmont die Burg Schlans mit allen Rechten und erhielt sie als Lehen zurück. Damals bildeten die Burgen in Schlans zusammen mit Grünenfels bereits eine Einheit (burg und vestinu, die haissent Gruenenvels und Sylans...), die 1378 in der rhäzünsischen Herrschaft Jörgenberg aufging.

## Galerie

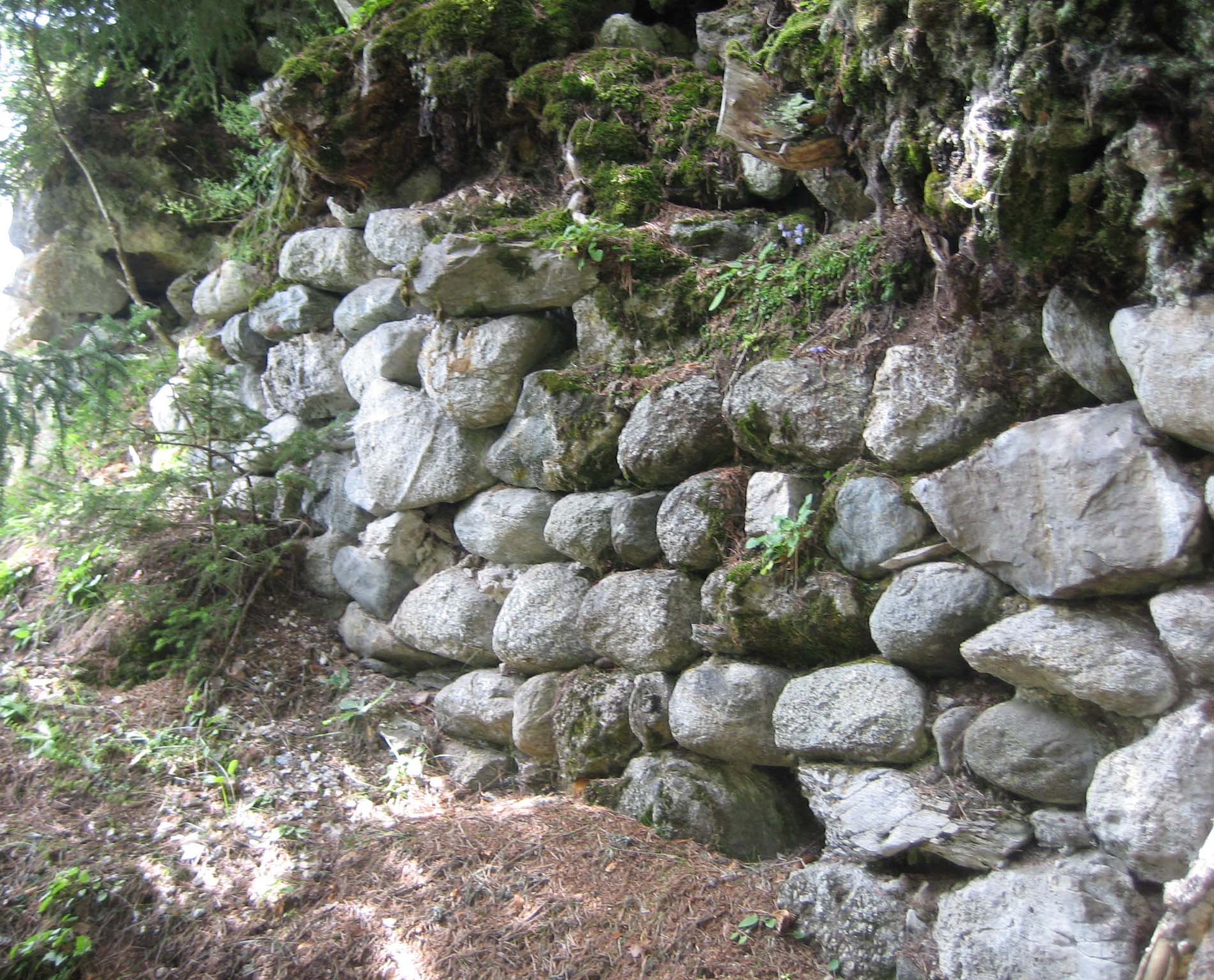
Mauerfundament im Westen
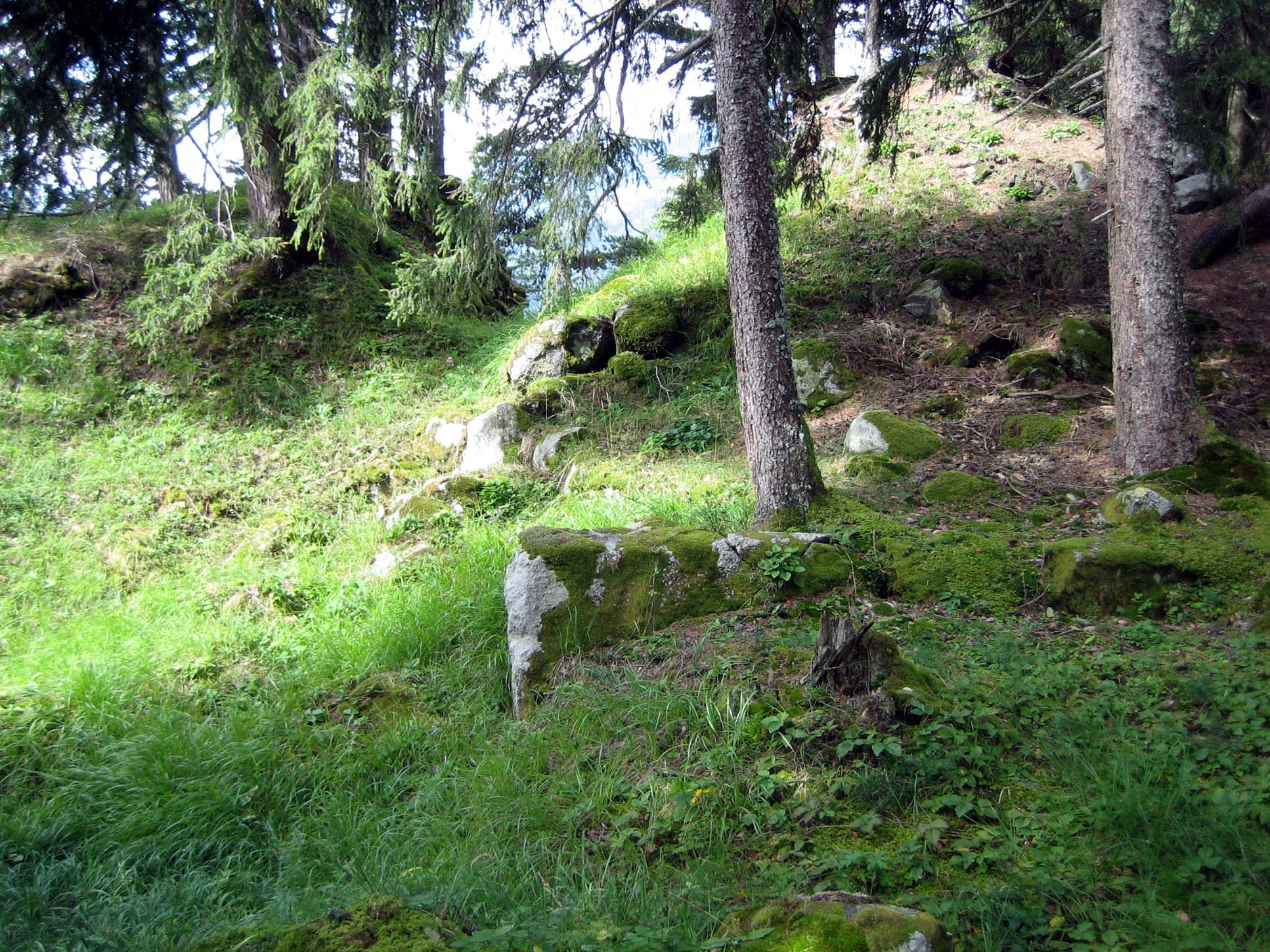
Grundriss eines Gebäudes, links hinten der Zugang
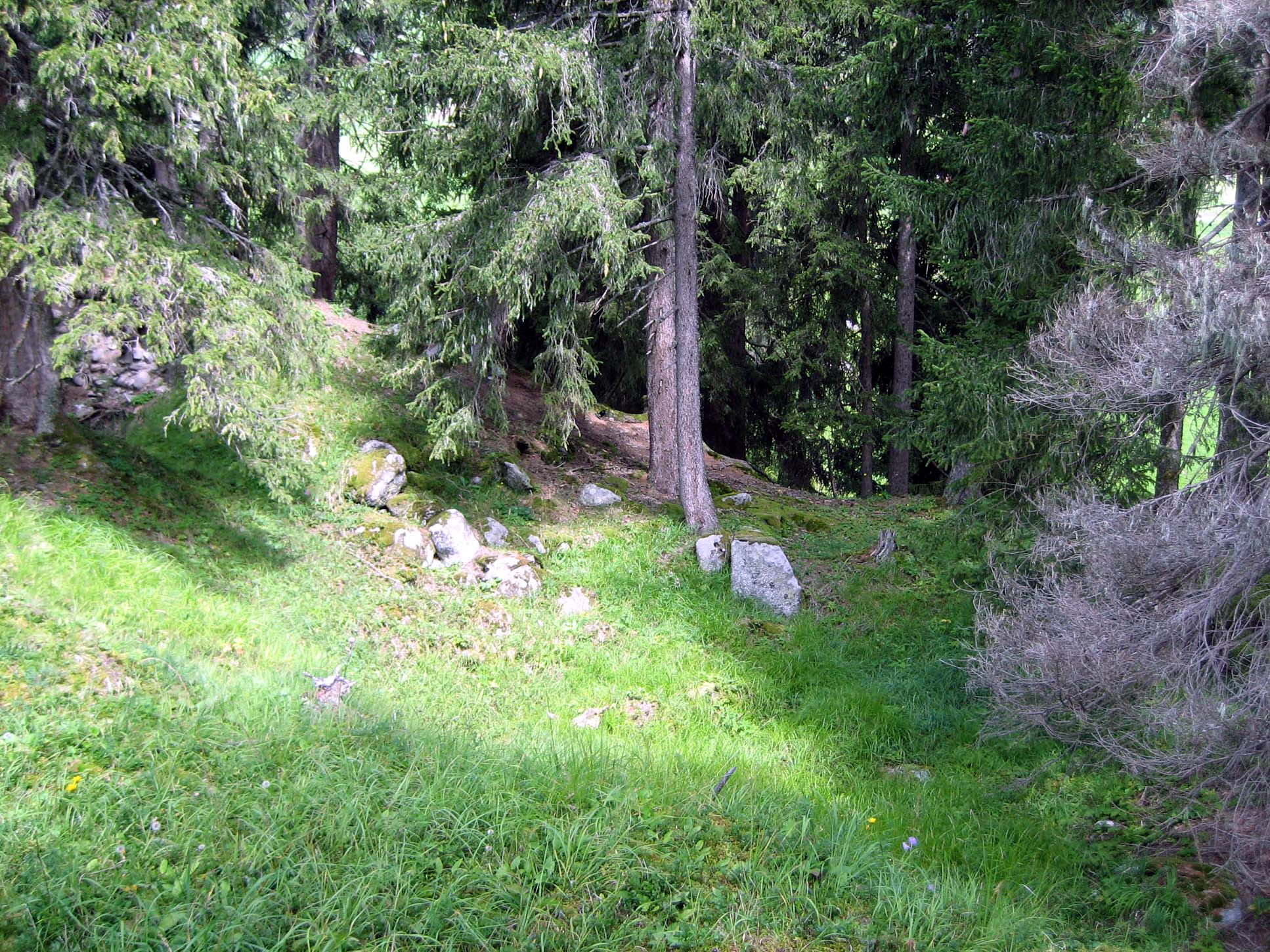
Fläche des Felskopfs
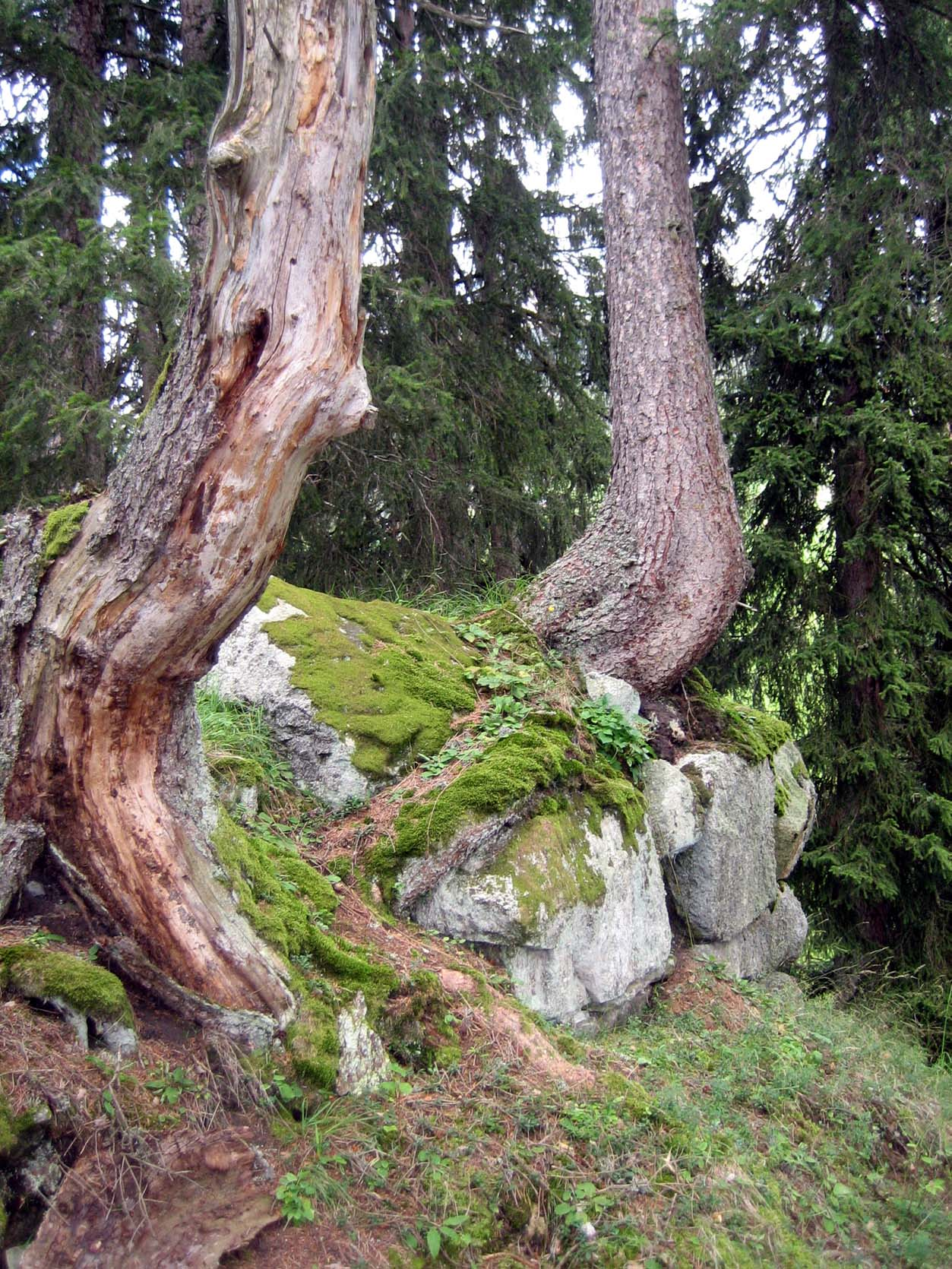
Fundament des Berings im SE
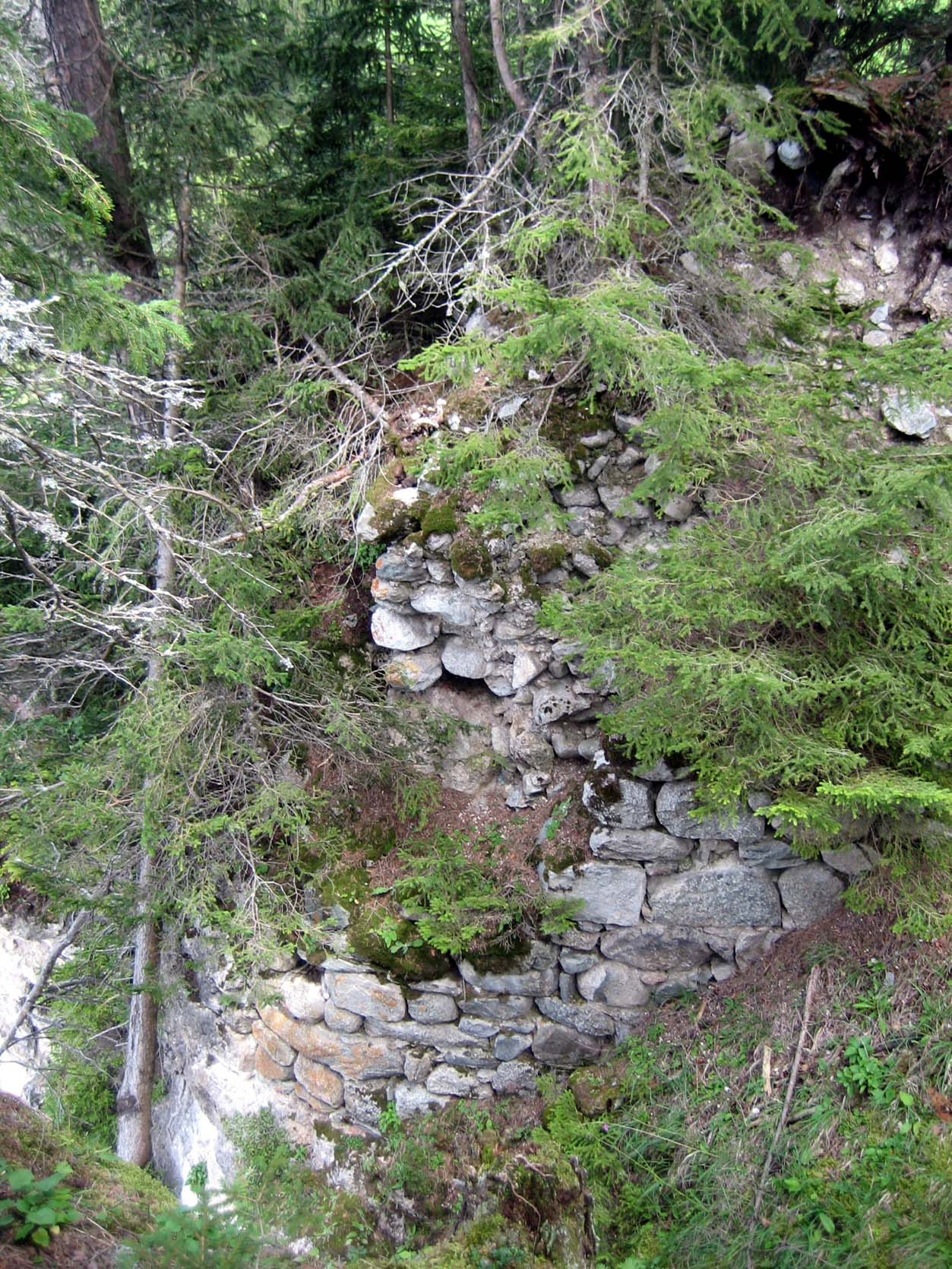
Zugang von Westen